# Schäm' dich, Brigitte!
Schäm’ dich, Brigitte!, noto anche con il titolo Wir werden das Kind schon schaukeln, è un film del 1952 diretto da E. W. Emo.
Il soggetto è tratto da un’opera teatrale di Gábor von Vaszary.

## Trama
Karl Stieglitz, professore di matematica, confisca alla propria alunna dodicenne Brigitte Schneider, a scuola, una lettera d’amore. Scandalizzato si reca a casa degli Schneider, e fa leggere la lettera, firmata da una certa Mausi, a colei che crede essere la madre di Brigitte, mentre in realtà è una collaboratrice domestica della famiglia. Quando il professore lascia casa Schneider, invece di riprendere la lettera d’amore che intende mostrare al consiglio dei professori, per sbaglio prende con sé una fattura per l’acquisto di un’automobile, che il padre di Brigitte, il dottor Felix Schneider, aveva poco prima ricevuto dall’amico Paul Fellmeier, venditore di automobili. La moglie di Felix, Lilli, trova la lettera d’amore, apparentemente proveniente dalle tasche del marito, si convince di essere stata tradita, lo dice al marito, e, fortemente incitata dalla propria madre, fa scattare le pratiche di divorzio.
Felix è convinto che la lettera d’amore sia stata indirizzata a Paul, che per sbaglio glie l’avrebbe consegnata invece della fattura: si reca dunque da Paul per chiedergli di trarlo d’impaccio con la moglie, alla quale avrebbe dovuto rivelare che la lettera era indirizzata a lui. Ma la moglie di Paul, Olga, avendo udito, dalla stanza attigua, il discorso dei due uomini, è convinta a sua volta che il marito la tradisca.
In seguito si sviluppa una serie di equivoci, che coinvolgono un altro amico di Felix, ed addirittura una donna assoldata per impersonare uno dei personaggi dell’intreccio, e da ultimo lo stesso professor Stieglitz, la cui moglie lo accusa di tradirla.
Brigitte infine dice di aver trovato la lettera d’amore, insieme a diverse altre consimili, fra le cose della mamma, Lilli, che viene a sua volta accusata di tradimento. Ma solo a questo punto si nota che le lettere incriminate datano una quarantina di anni prima, e che l’autrice non è altri che la madre di Lilli, apostrofata da Felix come “nonna erotica”.